# میان کوتوله‌ها و غول‌ها

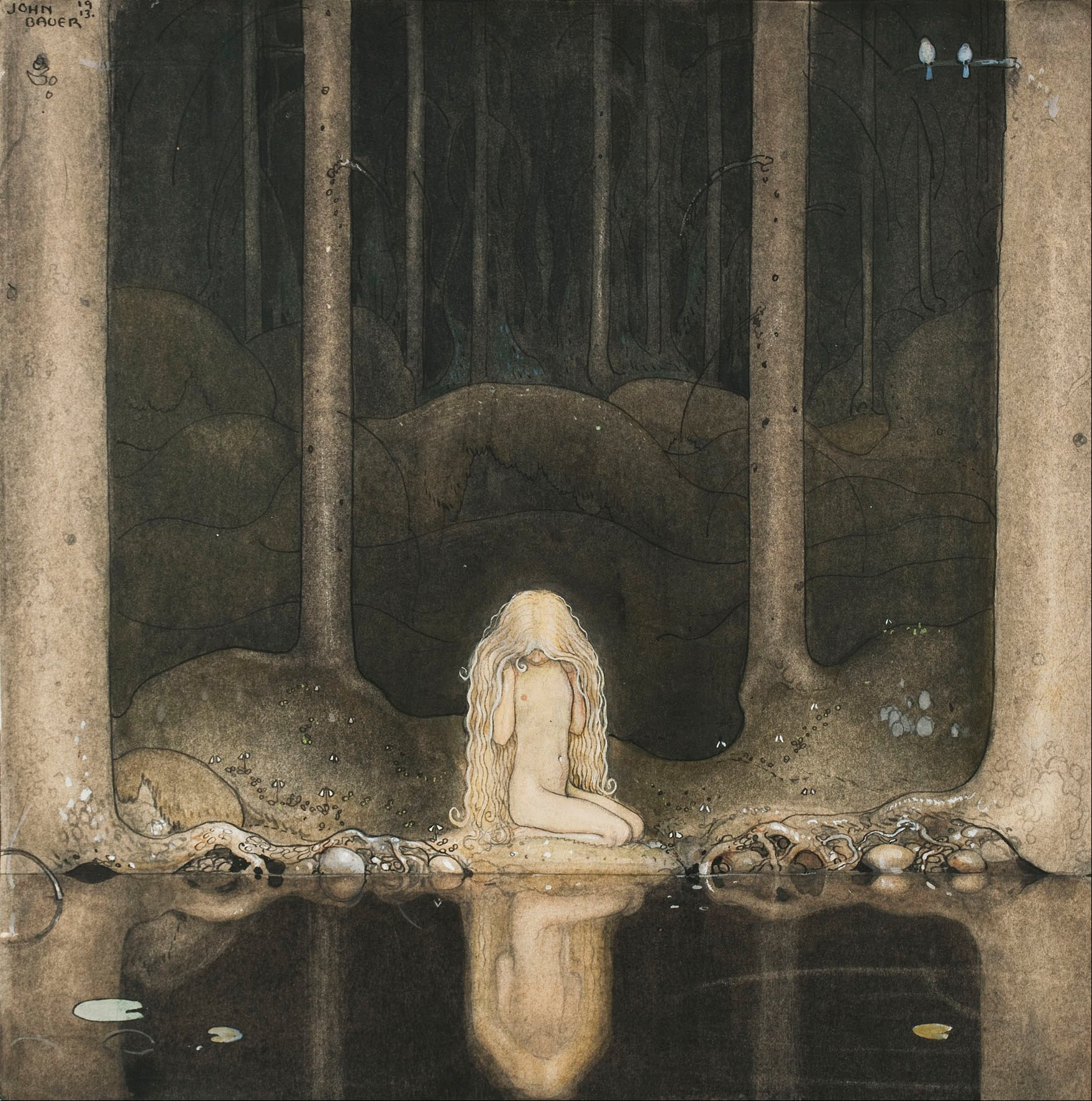
تاوستا هنوز نشسته است و به عمق آب می‌نگرد»، از مشهورترین تصویرگری‌های جان باور، برگرفته از کتاب میان کوتوله‌ها و غول‌ها، ۱۹۱۳

میان کوتوله‌ها و غول‌ها (سوئدی: Bland tomtar och troll) سالنامه‌ای پرطرفدار از مجموعه قصه‌های عامیانه و افسانه‌های کودکان سوئد است که از سال ۱۹۰۷ تا امروز به‌طور مداوم منتشر می‌شود. یکی از محبوب‌ترین تصویرگرهای این مجموعه جان باور است.